# 汤新华
汤新华（1961年11月—），湖南长沙人，中华人民共和国政治人物。

## 生平
1983年12月，加入中国共产党。1984年7月参加工作，硕士学历。2010年2月，任湖南省宗教事务局党组书记、局长。2012年2月，任中共湖南省委统战部副部长、省工商联党组书记、第一副主席。2017年6月，任湖南省委统战部副部长。2017年8月18日，涉嫌严重违纪，接受组织审查。2018年1月16日，撤销湖南省政协委员、常委和副秘书长职务。